# Saulgé-l'Hôpital
Saulgé-l'Hôpital là một xã thuộc tỉnh Maine-et-Loire trong vùng Pays de la Loire phía tây nước Pháp. Xã này nằm ở khu vực có độ cao trung bình 61 mét trên mực nước biển.